# Saint-Georges-de-Luzençon
Saint-Georges-de-Luzençon là một xã ở tỉnh Aveyron, thuộc vùng Occitanie ở miền nam nước Pháp.